# Barbara-Janina
Barbara-Janina – dwa sztuczne zbiorniki wodne o powierzchni 4,02 ha (Barbara) i 1,78 ha (Janina) oraz ośrodek wypoczynkowy znajdujące się w zachodniej części katowickiej dzielnicy Giszowiec, w pobliżu ulicy Pszczyńskiej. Zbiorniki te leżą w zlewni Boliny Zachodniej, która jest dorzeczem Wisły i są one zasilane przez tę rzekę. Zbiorniki te wykształciły się na skutek osiadania terenu związanego z działalnością górniczą oraz spiętrzenia Boliny.
Obszar stawów jest jednym z obszarów cennym przyrodniczo Katowic, który nie jest objęty ochroną prawną. Tereny te stanowią fragmenty lasu łęgowego i występują tu stanowiska 4 gatunków roślin chronionych i 5 rzadkich, a także 6 gatunków chronionych płazów.

## Zagospodarowanie zbiorników
W 1977 roku władze kopalni „Staszic” rozpoczęły budowę ośrodka celem zapewnienia miejsca do wypoczynku i rekreacji dla swoich pracowników i mieszkańców Giszowca. W ośrodku stworzono dogodne warunki do uprawiania sportów, organizowano także festyny, gry i zabawy. Kompleks podzielony został na sześć części: kąpielisko, teren spacerowo-wypoczynkowy, tereny sportowe, miejsce rozrywek, teren zabaw dziecięcych i obszar handlowo-usługowy.
W kolejnych latach wytyczono alejki spacerowe, ścieżkę zdrowia, amfiteatr oraz inne obiekty. W 1971 roku przy kopalni „Staszic” powstała sekcja wędkarska, a przy tworzeniu ośrodka zarybiono staw Janina. W 1977 roku sekcję tę przekształcono w Koło Wędkarskie.
Przez park leśny w okolicy stawów Janina i Barbara przebiegają liczne trasy rowerowe. Zbiega się tam również kilka pieszych szlaków turystycznych PTTK:
- Szlak Historii Górnictwa Górnośląskiego
- Szlak Dwudziestopięciolecia PTTK
- Szlak im. Mariana Kantora-Mirskiego
- Szlak Hołdunowski

## Galeria

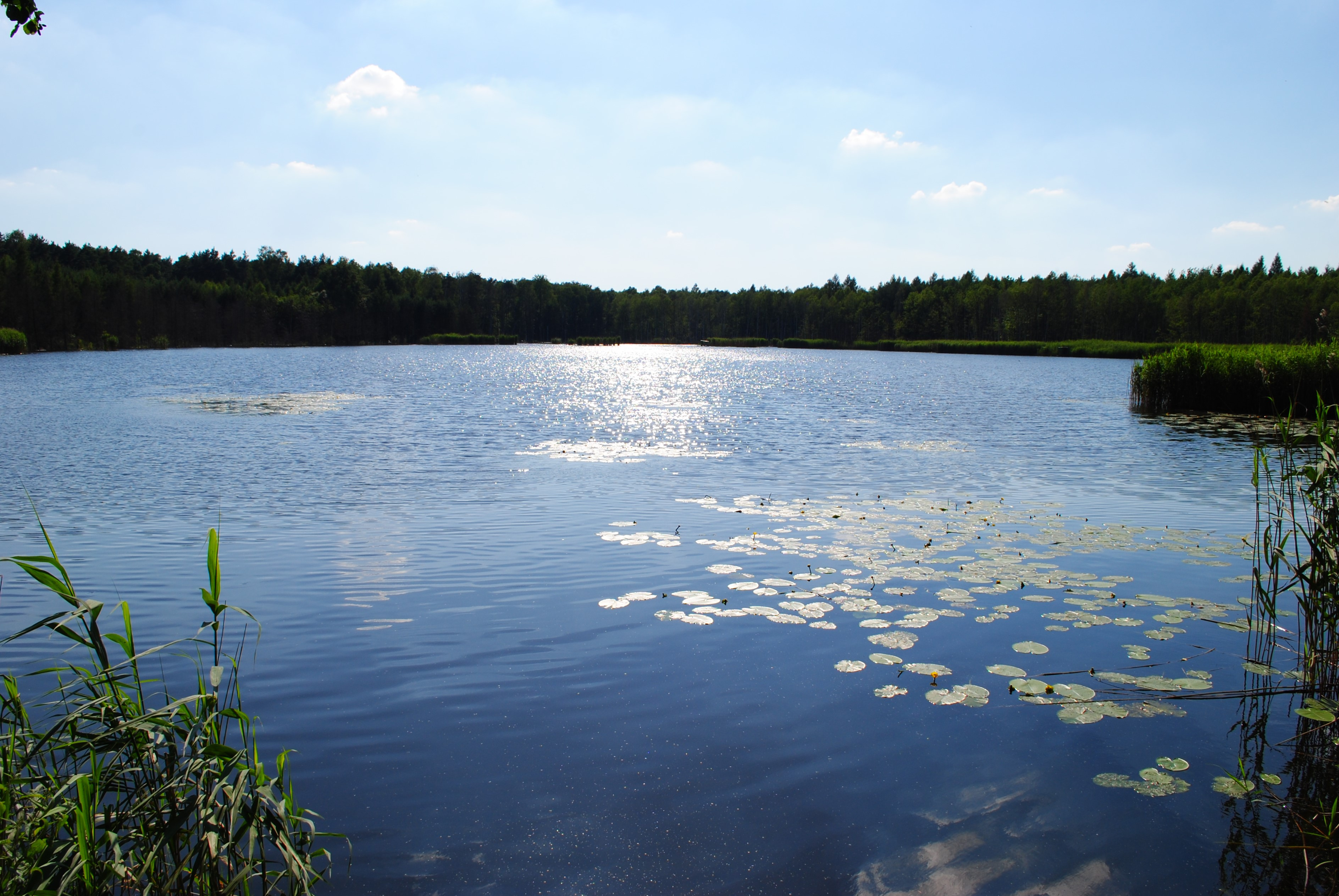
Staw Barbara
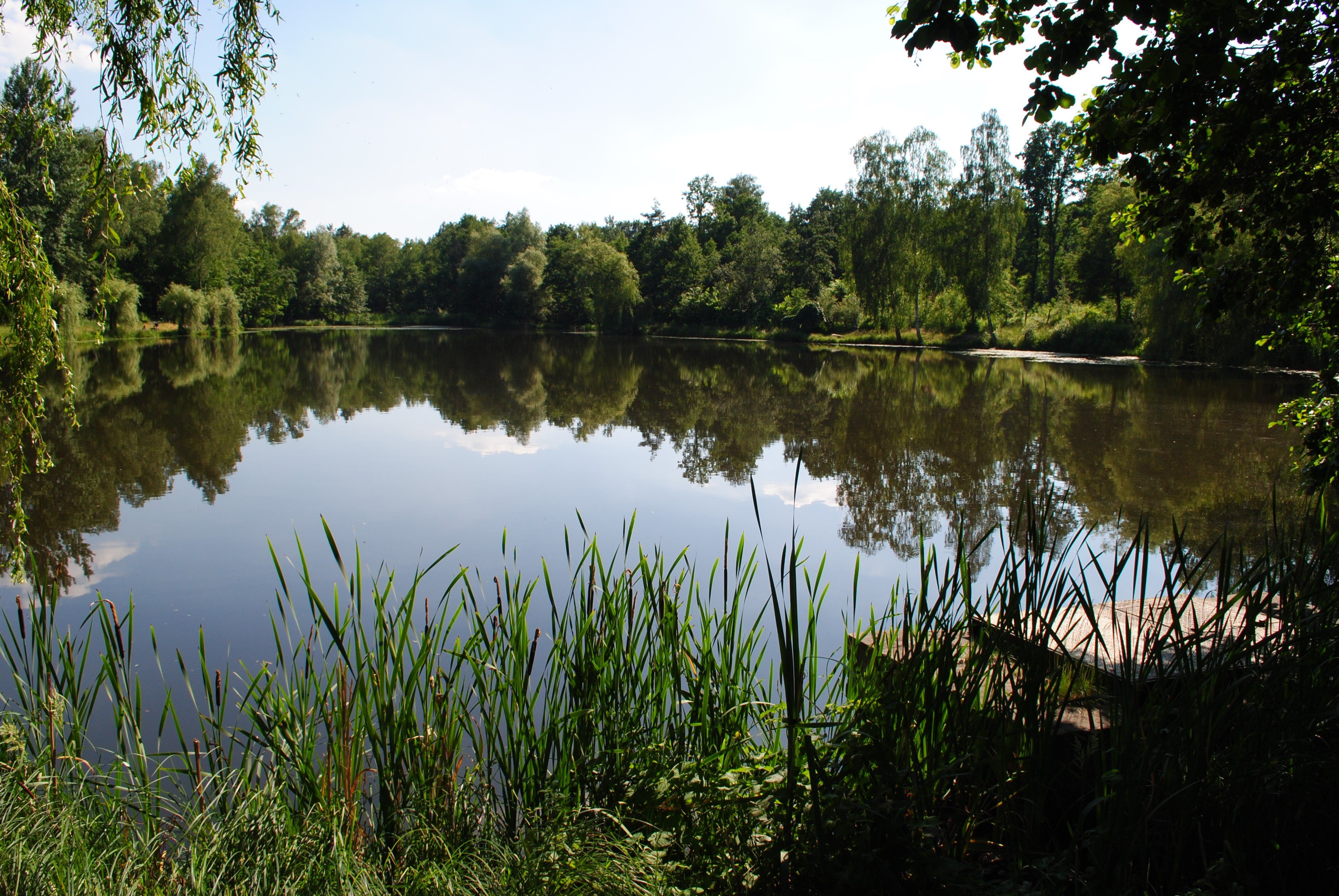
Staw Janina
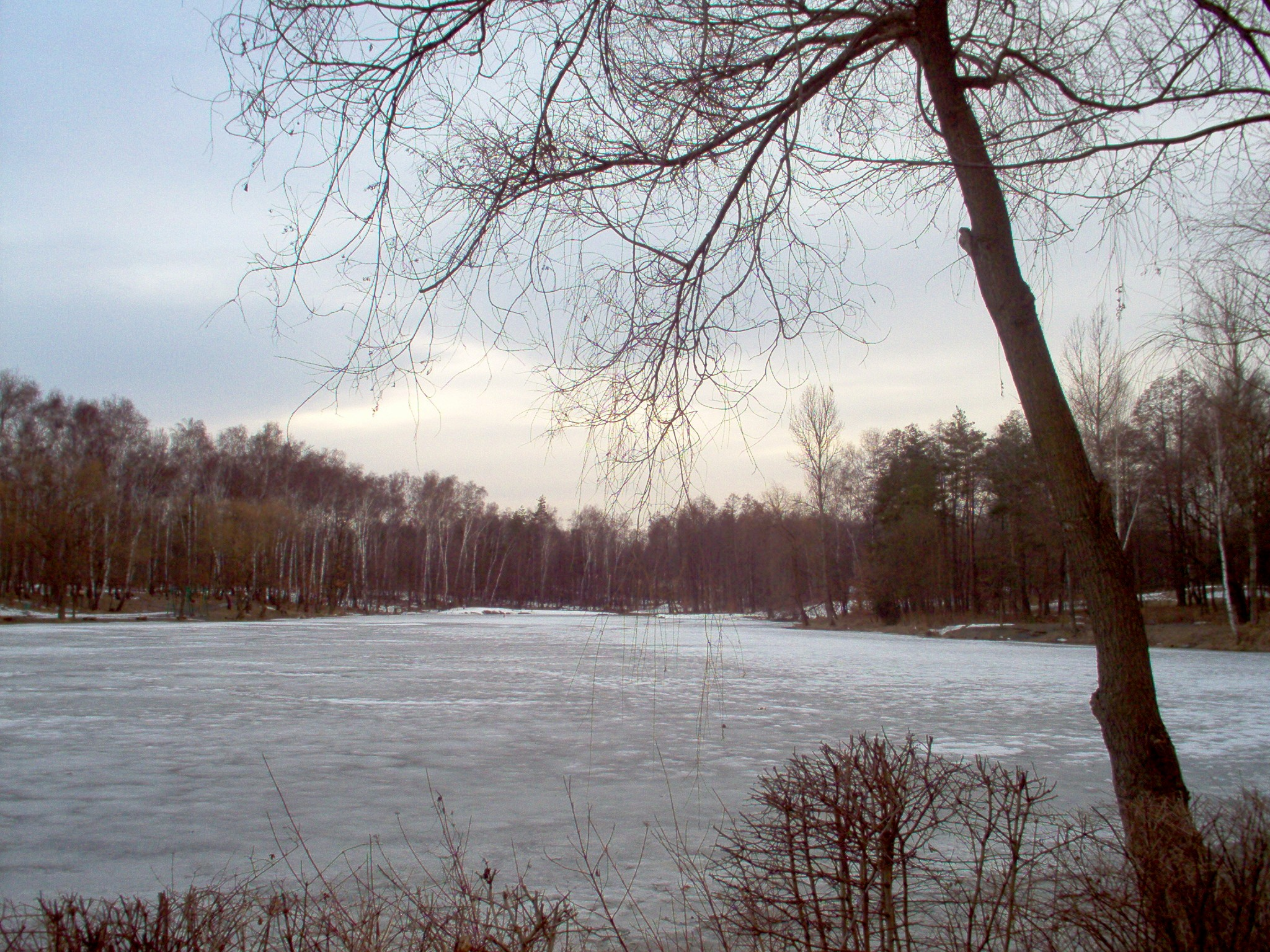
Staw Janina zimą
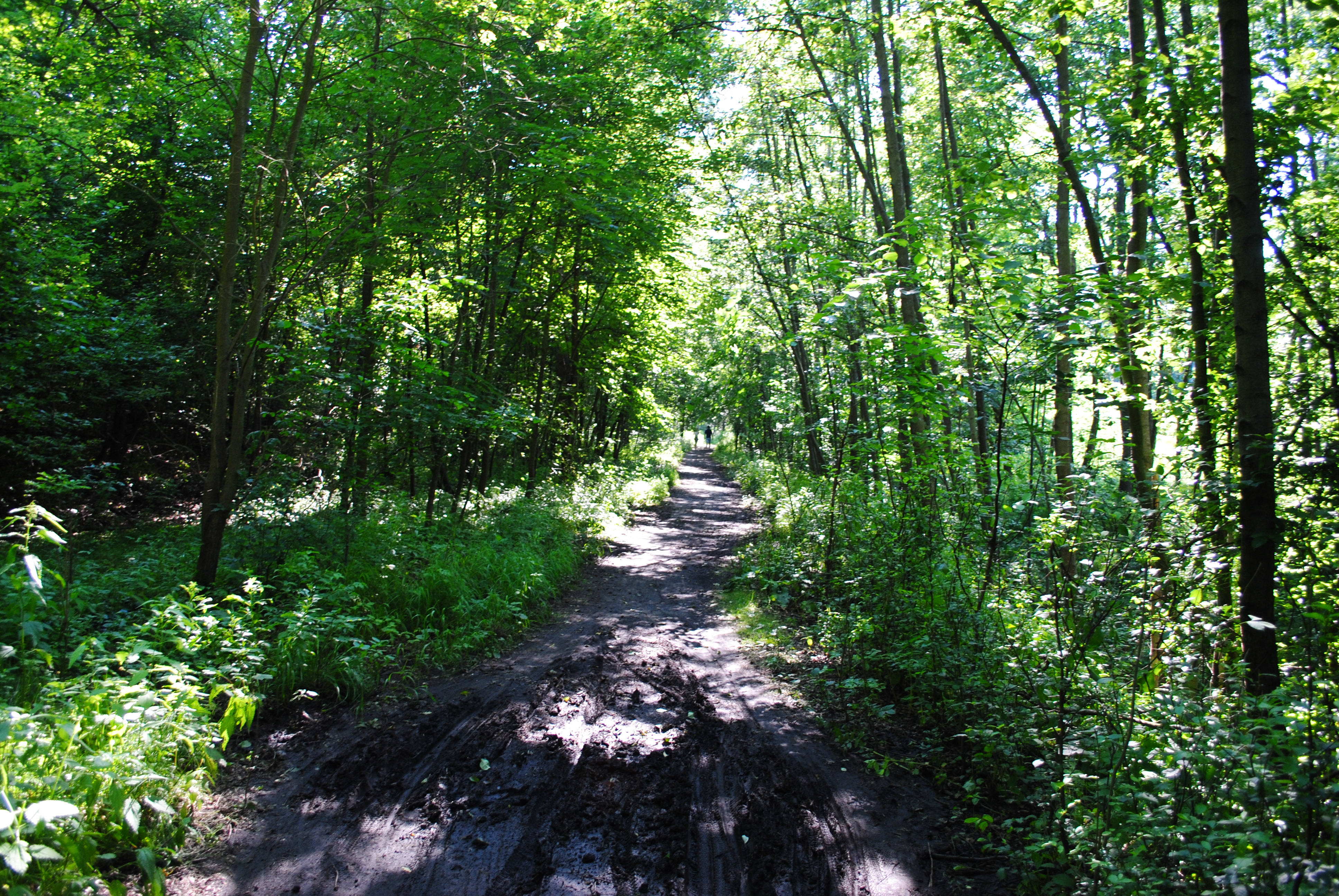
Szlak spacerowy między stawami Barbara i Janina